# Paris Adot
Paris Alejandro Adot Barandiaran (Pamplona, 26 febbraio 1990) è un calciatore spagnolo, difensore dell'Algeciras.

## Carriera
Ha giocato nella seconda divisione spagnola.

## Statistiche

### Presenze e reti nei club
Statistiche aggiornate al 29 agosto 2021.
| Stagione            | Squadra             | Campionato          | Campionato | Campionato | Coppe nazionali | Coppe nazionali | Coppe nazionali | Coppe continentali | Coppe continentali | Coppe continentali | Altre coppe | Altre coppe | Altre coppe | Totale | Totale |
| Stagione            | Squadra             | Comp                | Pres       | Reti       | Comp            | Pres            | Reti            | Comp               | Pres               | Reti               | Comp        | Pres        | Reti        | Pres   | Reti   |
| ------------------- | ------------------- | ------------------- | ---------- | ---------- | --------------- | --------------- | --------------- | ------------------ | ------------------ | ------------------ | ----------- | ----------- | ----------- | ------ | ------ |
| 2012-2013           | Izarra              | SDB                 | 34         | 2          |                 | -               | -               |                    | -                  | -                  |             | -           | -           | 34     | 2      |
| 2015-2016           | Tudelano            | SDB                 | 38         | 5          | CR              | 2               | 0               |                    | -                  | -                  |             | -           | -           | 40     | 5      |
| 2016-gen. 2017      | Real Murcia         | SDB                 | 12         | 0          | CR              | 1               | 0               |                    | -                  | -                  |             | -           | -           | 13     | 0      |
| gen.-giu. 2017      | Sabadell            | SDB                 | 10         | 1          |                 | -               | -               |                    | -                  | -                  |             | -           | -           | 10     | 1      |
| 2017-2018           | Mirandés            | SDB                 | 41         | 0          | CR              | 2               | 0               |                    | -                  | -                  |             | -           | -           | 43     | 0      |
| 2018-2019           | Mirandés            | SDB                 | 42         | 4          | CR              | 0               | 0               |                    | -                  | -                  |             | -           | -           | 42     | 4      |
| Totale Mirandés     | Totale Mirandés     | Totale Mirandés     | 83         | 4          |                 | 2               | 0               |                    | -                  | -                  |             | -           | -           | 85     | 4      |
| 2019-2020           | Alcorcón            | SD                  | 26         | 0          | CR              | 1               | 0               |                    | -                  | -                  |             | -           | -           | 27     | 0      |
| 2020-2021           | Ponferradina        | SD                  | 33         | 2          | CR              | 1               | 0               |                    | -                  | -                  |             | -           | -           | 34     | 2      |
| 2021-2022           | Ponferradina        | SD                  | 3          | 0          | CR              | 0               | 0               |                    | -                  | -                  |             | -           | -           | 3      | 0      |
| Totale Ponferradina | Totale Ponferradina | Totale Ponferradina | 36         | 2          |                 | 1               | 0               |                    | -                  | -                  |             | -           | -           | 37     | 2      |
| Totale carriera     | Totale carriera     | Totale carriera     | 239        | 14         |                 | 7               | 0               |                    | -                  | -                  |             | -           | -           | 246    | 14     |

## Palmarès

### Club

#### Competizioni nazionali
- Primera Federación: 1

Deportivo La Coruña: 2023-2024 (gruppo 1)